# Кравцов, Сергей Сергеевич
Серге́й Серге́евич Кравцо́в (род. 17 марта 1974, Москва, РСФСР, СССР) — российский государственный деятель. Министр просвещения Российской Федерации с 21 января 2020 года (исполняющий обязанности с 7 по 14 мая 2024 года).
Доктор педагогических наук (2007), доцент. Действительный государственный советник Российской Федерации 3 класса (2013). Руководитель Федеральной службы по надзору в сфере образования и науки (Рособрнадзор) с 8 августа 2013 года по 21 января 2020 года. Член Генерального совета партии «Единая Россия» с 4 декабря 2021 года. За интеграцию российской системы образования в аннексированных регионах Украины и причастность к депортации украинских детей в ходе вторжения России на Украину находится под санкциями 27 стран Евросоюза, США, Великобритании и ряда других стран.

## Биография
Родился 17 марта 1974 года в Москве.
В 1996 году с отличием окончил Московский государственный открытый педагогический университет (с 2006 года — Московский государственный гуманитарный университет имени М. А. Шолохова, в 2015 году присоединён к Московскому педагогическому государственному университету) по специальности «учитель математики и информатики». В 1994—1996 годы — учитель математики в школе № 176 города Москвы.
С 1997 года по 2002 год работал в Институте управления образованием Российской академии образования, занимал должности младшего научного сотрудника, научного сотрудника, старшего научного сотрудника, заведующего лабораторией. В 2000 году окончил Московский государственный институт международных отношений МИД России по специальности «государственное и муниципальное управление со знанием иностранного языка».
В 2002 году начал работу в Министерстве образования Российской Федерации. С 2004 года по 2008 год являлся помощником руководителя Федеральной службы по надзору в сфере образования и науки Виктора Болотова.
В 2008 году назначен на должность директора Федерального государственного учреждения «Федеральный центр тестирования», осуществлявшего разработку процедуры проведения ЕГЭ. В 2009 году возглавил Институт управления образованием Российской академии образования.
В апреле 2011 года назначен на должность директора Департамента регионального развития Министерства образования и науки РФ; также в 2011 году исполнял обязанности ректора федерального государственного учреждения «Академия повышения квалификации и профессиональной переподготовки работников образования». В июле 2012 года назначен на должность директора Департамента управления программами и конкурсных процедур Минобрнауки.
8 августа 2013 года распоряжением Правительства Российской Федерации назначен на должность руководителя Федеральной службы по надзору в сфере образования и науки, сменив на этом посту Ивана Муравьева. С 28 октября 2017 года по 24 мая 2018 года занимал должность заместителя министра образования и науки РФ — руководителя Рособрнадзора, поскольку ведомство подчинялось Министерству образования и науки. В 2018 году Федеральная служба по надзору в сфере образования и науки была переподчинена Правительству; 24 мая 2018 года Кравцов был вновь назначен её руководителем.
21 января 2020 года возглавил Министерство просвещения Российской Федерации.
4 декабря 2021 года Кравцов вошёл в состав Генерального совета партии «Единая Россия», его кандидатура была утверждена голосованием на съезде партии в рамках ротации руководящих органов. На этом же заседании Кравцову был вручён партийный билет «Единой России».
14 мая 2024 года указом Президента России Владимира Путина назначен Министром просвещения Российской Федерации во втором Правительстве Михаила Мишустина.

## Научная деятельность
В 1999 году защитил кандидатскую диссертацию «Методика проведения занятий с отстающими учащимися по математике с использованием технологии мультимедиа».
В 2007 году защитил диссертацию на соискание учёной степени доктора педагогических наук по теме «Теория и практика организации профильного обучения в школах Российской Федерации» в Институте содержания и методов обучения Российской академии образования (официальные оппоненты А. В. Баранников, В. И. Блинов и В. С. Данюшенков). По данным сообщества «Диссернет», диссертация содержит масштабные заимствования, не оформленные как цитаты, в том числе из неавторизованных источников. В августе 2013 года в наличии плагиата в докторской диссертации Кравцова также обвинил депутат Государственной думы В. В. Бурматов.

## Семья
Отец — инженер, работал над проектом космического корабля «Энергия — Буран». Мать — преподаватель, главный редактор журнала «Информатика в школе».
Женат, в браке имеет двоих детей.

## Награды
Удостоен ряда наград, среди них:
- благодарность Правительства Российской Федерации (6 апреля 2016 года) — «за существенный вклад в развитие системы оценки качества отечественного образования, совершенствование механизмов проведения объективного единого государственного экзамена»[3][12];
- звание «Почётный работник высшего профессионального образования Российской Федерации»[13];
- почетная грамота Министерства образования и науки Российской Федерации[13];
- медаль «За честь и мужество» (Кемеровская область; 2015)[14];
- памятный знак «350 лет Петру Великому» (Санкт-Петербург; 2023)[15];
- знак отличия «За служение Омской области» I степени (28 января 2025 года)[16];
- благодарность партии «Единая Россия» (2023) — «за эффективное содействие в реализации народной программы партии „Единая Россия“»[17];
- премия Федерации еврейских общин России «Скрипач на крыше» в номинации «Государственный деятель» (2021) — «за поддержку национально-культурных традиций народов России в общеобразовательной системе»[18].

## Санкции
16 декабря 2022 года, на фоне вторжения России на Украину, внесён в санкционный список стран Евросоюза за поддержку и реализации политики, подрывающую территориальную целостность, суверенитет и независимость Украины. В частности, под его ответственностью, министерство пыталось интегрировать российскую систему образования на незаконно аннексированных регионах Украины, отмечается что школы в таких районах были вынуждены перейти на русский язык и российскую учебную программу, использовать учебные материалы из России, при этом стирая украинские элементы из учебной программы.
19 мая 2023 года включён в санкционный список Канады «близких соратников режима» за «нарушение Россией прав человека, включая перемещение и передачу под опеку украинских детей в Россию».
19 мая 2023 года был включён в санкционный список США «за участие в деятельности, которая подрывает мир, безопасность, политическую стабильность или территориальную целостность США, их союзников или партнеров». Властями отмечено заявление Кравцова что школы на оккупированных Россией территориях перейдут на образовательные стандарты России.
17 июля 2023 года попал в санкционный список Великобритании в ответ на насильственную депортацию Россией украинских детей за причастность к «программе российского правительства по принудительной депортации и перевоспитания украинских детей».
По аналогичным основаниям был внесён в санкционные списки Украины, Швейцарии, Австралии, Новой Зеландии.